# Viktor Wilhelm Russ

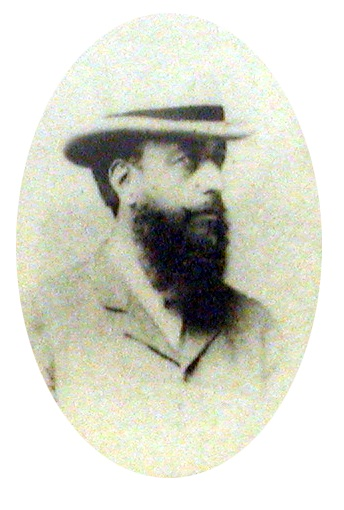
Viktor Wilhelm Russ

Viktor Wilhelm Russ (* 28. Mai 1840 in Wien; † 17. Juli 1920 in Kranzlhofen bei Velden am Wörther See) war ein österreichischer Verkehrsfachmann und Politiker.

## Leben
Russ studierte an der Karls-Universität Prag Rechtswissenschaft. Er gehörte der Lesehalle deutscher Studenten an. Als Student stiftete er zusammen mit anderen Studenten das Corps Austria. Seine politische Laufbahn begann als Abgeordneter im Böhmischen Landtag 1870. In der Folge war er von 1870 bis 1900 Reichsratsabgeordneter und ab 1907 lebenslanges Mitglied des  österreichischen Herrenhauses. In den 1880er Jahren wurde er zu einem führenden Mitglied der Vereinigten Deutschen Linken. Er bekämpfte die Badenische Sprachverordnung und war für die nationale Abgrenzung der Sprachgebiete. Er war ein entschiedener Gegner der Schutzzollbewegung. Als Verkehrsfachmann trat er für die Verstaatlichung der Eisenbahnen ein und war auch ein besonderer Förderer der Binnenschifffahrt. Durch seine langjährige Tätigkeit als Präsident der Österreichischen Nordwest-Dampfschiffahrtsgesellschaft förderte er nachhaltig die Interessen Österreichs an der Elbschifffahrt. Er regte als erster die Errichtung eines eigenen Verkehrsministeriums in Österreich an. Daneben war er Verfasser zahlreicher Aufsätze zu politischen und volkswirtschaftlichen Fragestellungen.
Russ war der Stiefvater des Wirtschaftsfachmanns Johann Löwenfeld-Russ.

## Veröffentlichungen
- Die Lesehalle der deutschen Studenten zu Prag. 1848–1862. Prag 1862. (Online)